# Сајпрес Лејк (Флорида)
Сајпрес Лејк (енгл. Cypress Lake) насељено је место без административног статуса у америчкој савезној држави Флорида.

## Демографија
По попису из 2010. године број становника је 11.846, што је 226 (-1,9%) становника мање него 2000. године.
| Група             | 2000.          | 2010.          |
| Белци             | 11.358 (94,1%) | 10.429 (88,0%) |
| Афроамериканци    | 126 (1,0%)     | 255 (2,2%)     |
| Азијати           | 75 (0,6%)      | 100 (0,8%)     |
| Хиспаноамериканци | 437 (3,6%)     | 971 (8,2%)     |
| Укупно            | 12.072         | 11.846         |